# Soloella
Soloella é um gênero de traça pertencente à família Arctiidae.